# Haltidytes festinans
Haltidytes festinans is een buikharige uit de familie Dasydytidae. Het dier komt uit het geslacht Haltidytes. Haltidytes festinans werd in 1909 voor het eerst wetenschappelijk beschreven door Voigt. 